# Merliida
Ordre
Les Merliida sont un ordre d'éponges marines.

## Liste des familles
Selon World Register of Marine Species (25 avril 2021) :
- famille Hamacanthidae Gray, 1872
- famille Merliidae Kirkpatrick, 1908